# 시오노미야역
시오노미야역(일본어: 汐ノ宮駅)은 일본 오사카부 돈다바야시시에 위치한 긴키 닛폰 철도 나가노 선의 철도역이다. 역 번호는 O 22이며, 단선 승강장 1면 1선의 구조를 갖춘 지상역이다.

## 이용 현황
- 2005년 11월 8일 : 2,443명
- 2008년 11월 18일 : 2,306명
- 2010년 11월 9일 : 2,403명
- 2012년 11월 13일 : 2,434명
- 2015년 11월 10일 : 2,552명

## 역 주변
- 국도 제170호선
- 지요다 신사
- 오사카 미나미 의료 센터
- 하시바라 연못

## 역사
- 1911년 8월 15일 : 고난 철도의 다키다니후도 - 나가노 간에 신설 개업.
- 1919년 3월 8일 : 고난 철도가 오사카 철도로 사명 변경, 이 회사의 역이 됨.
- 1943년 2월 1일 : 간사이 급행 철도가 오사카 철도를 합병, 이 회사 나가노 선의 역이 됨.
- 1944년 6월 1일 : 전시 통합에 의해 간사이 급행 철도가 난카이 철도와 합병, 긴키 닛폰 철도 나가노 선의 역이 됨.
- 1966년 6월 : 교행 설비 폐지.
- 2007년 4월 1일 : PiTaPa 사용 개시.
- 2012년 12월 21일 : 종일 무인역화.

## 인접 역
| 긴키 닛폰 철도 나가노 선       | 긴키 닛폰 철도 나가노 선 | 긴키 닛폰 철도 나가노 선           |
| ------------------------------ | ------------------------ | ---------------------------------- |
| O21 다키다니후도 후루이치 방면 | O 나가노 선              | 가와치나가노 O23 가와치나가노 방면 |